# Межигор
Межигор (укр. Межигір) — село в Каменец-Подольском районе Хмельницкой области Украины.
Население по переписи 2001 года составляло 113 человек. Почтовый индекс — 32377. Телефонный код — 3849. Занимает площадь 0,383 км².

## Местный совет
32377, Хмельницкая обл., Каменец-Подольский р-н, с. Сокол